# Moudia
Moudia est une localité du Cameroun située dans le département du Logone-et-Chari et la Région de l'Extrême-Nord, au sud du lac Tchad, à la frontière avec le Tchad. Elle fait partie de la commune de Logone-Birni et du canton de Hinalé. On distingue parfois Moudia I et Moudia II.

## Population
Lors du recensement de 2005, 716 personnes ont été dénombrées à Moudia I et 309 à Moudia II.